# Olga Jiménez
Olga Jiménez Sevilla (Vitoria, 1972) es una periodista deportiva vitoriana, premio 'Tiflos' ONCE de Periodismo 2015, en la categoría de Radio, y codirectora de DXTFEM, primer portal web en España dedicado al deporte femenino. Es responsable de Comunicación del Club y Fundación Zuzenak y ofrece asesoramiento en materia de comunicación a empresas a través de Cmunicare Bai. Es, además, redactora-colaboradora de información deportiva en El Correo, Radio VItoria y Radio Euskadi.

## Biografía
Olga Jiménez nació en Vitoria, en 1972. Se licenció en Ciencias de la Información, Periodismo, por la Universidad del País Vasco en el año 1995.

## Trayectoria
Es una periodista especializada en información deportiva. Trabajó durante 15 años (desde el año 2000) en la Cadena Ser. También desde el año 2000 es responsable de la comunicación del Club y Fundación Zuzenak de Vitoria. Previamente, durante 5 años, editó y presentó en la emisora local Radio Gorbea, el primer programa nocturno de radio emitido en Vitoria, Échale Sal. En 2014 puso en marcha con su amigo Mikel Uriarte el proyecto DXTFEM, primer portal web en España dedicado al deporte femenino.
En 2015 ganó el Premio 'Tiflos' de Periodismo -que concede la Fundación ONCE- en la XVII edición del certamen, en la categoría de Radio, por su reportaje 'Te doy mis ojos', en el que acompañaba a Rafa Ledesma, un atleta invidente, en una carrera de 11 kilómetros. En el reportaje, “la periodista pasa a ser la persona que siente incertidumbre, arrastrada por la seguridad de la persona ciega, lo que provoca que sea enormemente vivencial y radiofónico”.
En 2015, terminada su etapa en Ser Vitoria, pone en marcha el proyecto Comunicare Bai Archivado el 1 de noviembre de 2020 en Wayback Machine., servicio profesional de asesoramiento a empresas en materia de comunicación. La periodista continúa ofreciendo información y reportajes sobre mujeres deportistas en medios de comunicación como El Correo, Radio Euskadi (EITB)  y Radio Vitoria (EITB). Desde la temporada 2015-2016 es comentarista en las retransmisiones deportivas del Club Araski AES de baloncesto femenino, vía streaming, realizadas por la productora alavesa Baicast y consideradas entre las mejores emisiones durante las temporadas 2015-2016 y 2016-2017.

## Obras
- En 2009 escribió el libro de entrevistas Desconocidos: un sueño compartido, para la Fundación Zuzenak, sobre la Paralimpiada de Pekín 2008.

## Premios y reconocimientos
- 2015. XXVII Premios 'Tiflos' ONCE de Periodismo, en la categoría de Radio, por su reportaje “Te doy mis ojos”.[4]